# 友達の友達
社会学における友達の友達（英：a friend of a friend）とは、共通の友人がいることによって発生する人間関係のタイプである。人物Bが人物Aと人物Cとの両方の友人である場合、CはAの友人であるということができる。このように、「友人の友人」の人間関係は、おじやおばとの親族関係と同様に、友人を介した複合的な人間関係である。
友情は互恵的な関係性だが、友人の友人という関係性は、互いの連携・協調や、情報の伝播の可能性を秘めていても、必ずしもそこに友情が含まれているというわけではない。

## バランス理論における友人の友人
フリッツ・ハイダーは、ある人物の友人の友人が、直接的な自身の友人になり得るということを指摘しているが、ハイダーの人間の三角関係について説明したバランス理論によれば、この関係性は、ある人物について、片方の人物との友情を減滅させる可能性もあるとした。友人の友人と接触することは、もう片方の人物との友情関係を損なうほどの精神的な不均衡を与えうるという。ドーウィン・カートライトとフランク・ハラリ―は、このような友人間の緊張によって引き起こされる社会学上の現象の研究を、三角関係の問題からより社会的なネットワークにおける問題に拡張し、人間間における感情の肯定的・否定的の度合いを示す正負符号付きグラフを使用して研究した。1963年にアナトール・ラパポートはこの理論について「この仮説は大まかに言えば、集団の構成員らの態度の変化があると、ある人物の友人の友人がその人の友人になる傾向があることを示唆している」などとしている。1975年9月、ダートマス大学はこのような社会学上の現象に関するシンポジウムを開催した。
ボー・アンダーソンはバランス理論に対する批判として、「友人の友人」の人間関係に関する分析を公表した。
「誰誰に会った方がいい」と友人に紹介されたのにもかかわらず、その紹介された人物と自分とにほとんど共通点が無かったというケースは、誰もが遭遇したことがある。一部の友人関係の体系では、自分たちの関係性が排他的であることに重きが置かれており、そのため他人をその関係に組み入れようとはしない。友人とは、単なる社会関係上のグリッド内のスロットではないという点で、知人とは異なり、むしろその個性的でユニークな要素によって価値が生まれるものである。したがって、友人の友人と関わる時は、その友情を構成する互いの意識や交流について何か知っている必要がある。友人の友人、または友人の配偶者がそこにいる時、私はその友人のニーズや意識、興味などを考慮すれば、その友人の友人に対する友人の愛情も十分に理解・共感できるかもしれないが、私の友人の友人に対する反応は嫌悪的でさえあるかもしれない。

## 俗用表現として
英語圏においては、「友人の友人」を意味するFriend of a friend（FOAFと略される）というフレーズは、文字通り実際の「友人の友人」のような、話者がよく知らない人を指す言葉として用いられる。
一部の社会科学の研究では、このフレーズは、人々が行動をする動機となる情報の多くは身近ではない情報源から発せられ、直接確認できないという事実を表す冗談半分の言葉として用いられる。
この表現は、ジャン・ハロルド・ブルンヴァンによる都市伝説研究でよく知られるようになったとされる。
頭略字FOAFはロドニー・デールによって造られたもので、1978年のデールの著書『The Tumour in the Whale: A Collection of Modern Myths』で使用がある。